# Ken Doane
Kenneth George Doane (* 16. März 1986 in Worcester, Massachusetts, USA), besser bekannt als Kenny Dykstra, ist ein amerikanischer Wrestler. Sein bisher größter Erfolg war der Erhalt des World Tag Team Champion Titels als Teil der Gruppierung Spirit Squad bei World Wrestling Entertainment.

## Karriere
Im Alter von 17 Jahren machte er als Ken Phoenix sein Fernseh-Debüt bei RAW. Nach einigen Kämpfen als Jobber unterschrieb er im Juni 2004 einen Vertrag mit der WWE Aufbauliga Ohio Valley Wrestling, kurz OVW. Im Juni 2005 gewann er den OVW Television Title.
Nach zwei Jahren in der OVW kam er als Mitglied der Gruppierung Spirit Squad zu RAW. Im April 2006 gewann er mit Mikey, einem weiteren Mitglied von Spirit Squad, den World Tag Team Title. Beim Cyber Sunday 2006 wurde ihre 216 Tage andauernde Titelregentschaft durch eine Niederlage gegen Ric Flair und Roddy Piper beendet.
Nach auflösen des Teams war geplant, ihn Teil des Teams Rated RKO (Edge & Randy Orton) werden zu lassen. Ab diesem Zeitpunkt war sein neuer Ringname Kenny Dykstra. Nach einer kurzen Fehde gegen Ric Flair trat Dykstra immer häufiger in der B-Show Heat an und fehdete dort unter anderem gegen Eugene und Val Venis.
Etwas später gründete er ein Tag Team mit Johnny Nitro. Anlässlich des Besetzungswechsels wurde er am 17. Juni 2007 zu SmackDown geschickt, wodurch das Tag Team wieder zerbrach.
Nachdem er zu SmackDown gewechselt ist, hat man ihn kaum noch in Fehden oder Kämpfe verwickelt.
Nach langer Zeit der Abwesenheit durfte Ken Doane im August 2008 wieder als Teil des SmackDown!-Kaders auftreten. Nachdem er allerdings nur sehr sporadisch eingesetzt worden war, gab die WWE am 10. November des Jahres seine Entlassung bekannt.
Zwischen 2009 und 2016 trat er unter in verschiedenen Independent-Ligen auf.
Am 4. Oktober 2016 kehrten er und sein ehemaliger Stable-Kollege Mikey zu WWE zurück, als sie bei SmackDown Dolph Ziggler angriffen. Sie treten wieder als Spirit Squad auf. Seitdem fehden sie gemeinsam mit The Miz und Maryse gegen Dolph Ziggler.

## Titel und Erfolge
- Premiere Wrestling Federation – Northeast
2× PWF-NE Tag Team Championship (mit Johnny Curtis)

- Ohio Valley Wrestling
1× OVW Television Champion

- World Wrestling Entertainment
1× World Tag Team Champion (mit Spirit Squad)